# Josef Berthold
Josef Berthold (* 26. August 1895 in Trier; † 3. Juli 1986 ebenda) war ein deutscher Politiker (SPD).

## Leben
Josef Berthold besuchte die Volksschule und das Realgymnasium in Bad Godesberg und machte danach eine kaufmännische Ausbildung. Er arbeitete als Einzelhandelskaufmann und war im Ersten Weltkrieg Soldat. 1920 bis 1942 arbeitete er für RWE. 1942 legte er die Prüfung als staatlicher Bilanzbuchhalter und als Steuer- und Wirtschaftsberater ab und arbeitete 1943 bis 1946 als Helfer in Steuersachen und danach bis 1971 als Steuerberater.

## Politik
1931 trat Berthold, der katholischer Konfession war, der SPD bei und war 1932 bis 1933 Vorsitzender der SPD im Stadtbezirk Trier-Süd. In der Zeit des Nationalsozialismus war er 1933 bis 1942 Mitglied der DAF, 1933 bis 1943 der NSKOV und 1934 bis 1944 der NSV.
Nach dem Krieg trat er erneut der SPD bei und wurde auf der Gründungsversammlung am 7. April 1946 zum Vorsitzenden der SPD im Stadt- und Unterbezirksverband Trier gewählt. 1946/47 war er Mitglied der Beratenden Landesversammlung des Landes Rheinland-Pfalz. Dem Rheinland-Pfälzischen Landtag gehörte er 1947 kurzfristig an. Auf der Parteiversammlung am 7. Juni 1947 legte er seine Parteiämter nieder. Als Gründe werden sowohl der Gesundheitszustand, als auch politische Gründe genannt. Am 6. Oktober 1947 schied er aus dem Landtag aus und Theodor Asholt rückte für ihn nach. Vorangegangen waren Vorwürfe bezüglich seines Verhaltens in der NS-Zeit, die er nicht entkräften konnte. Nach seinem Ausscheiden aus dem Landtag trat er auch aus der SPD aus.